# Хёрнблад, Лиза
Лиза Хёрнблад (швед. Lisa Hörnblad; род. 6 марта 1996, Эрншёльдсвик, Швеция) — шведская горнолыжница, специализировавшаяся на скоростных дисциплинах. Участница зимних Олимпийских игр 2018 года.

## Спортивная карьера
Свою первую медаль в рамках чемпионата Швеции по горнолыжному спорту — «золото» в скоростном спуске — Лиза Хёрнблад завоевала в 2015 году, опередив по сумме двух попыток Хелену Рапапорт. Всего же на счету Хёрнблад 9 побед на национальных первенствах, ещё трижды она становилась призёром этих соревнований.
В 2016 году приняла участие в юниорском чемпионате мира по горнолыжному спорту и в составе шведской четвёрки завоевала «серебро» в командном первенстве.
Хёрнблад — участница чемпионатов мира 2017 и 2019 годов, а также Олимпиады 2018 года. Лучшим её показателем на этих крупнейших турнирах является 9-е место, показанное в Оре в горнолыжной комбинации.
В августе 2019 года во время тренировки шведка травмировала правое колено; при дальнейшем обследовании обнаружилось повреждение крестообразных связок. Соревнования сезона 2019/2020 Хёрнблад вынужденно пропустила и выступила комментатором-экспертом стартов Кубка мира по горнолыжному спорту на телеканале «SVT».
Завершила карьеру после сезона 2023/24.

## Результаты

### Олимпийские игры
| Год           | Возраст | Слалом | Гигантский слалом | Супергигант | Скоростной спуск | Комбинация | Команда |
| ------------- | ------- | ------ | ----------------- | ----------- | ---------------- | ---------- | ------- |
| 2018 Пхёнчхан | 22      | —      | —                 | 24          | 17               | —          | —       |

### Чемпионаты мира
| Год              | Возраст | Слалом | Гигантский слалом | Супергигант | Скоростной спуск | Комбинация | Команда |
| ---------------- | ------- | ------ | ----------------- | ----------- | ---------------- | ---------- | ------- |
| 2017 Санкт-Мориц | 21      | —      | —                 | DNF         | 33               | 19         | —       |
| 2019 Оре         | 23      | —      | —                 | 20          | 25               | 9          | —       |